# Ljukovo
Ljukovo (ćir: Љуково) je naselje u Srijemu, u Vojvodini, u sastavu općine Inđija.

## Stanovništvo
U naselju Ljukovo živi 1.604 stanovnika, od čega 1.253 punoljetna stanovnika s prosječnom starosti od 38,2 godina (36,6 kod muškaraca i 39,9 kod žena). U naselju ima 453 domaćinstava, a prosječan broj članova po domaćinstvu je 3,54.
Prema popisu iz 1991. godine u naselju je živio 1.301 stanovnik.
| Etnički sastav 2002. |            |        |
| Narod                | Stanovnika | %      |
| Srbi                 | 1.522      | 94,88% |
| Hrvati               | 31         | 1,93%  |
| Jugoslaveni          | 14         | 0,87%  |
| Ukrajinci            | 12         | 0,74%  |
| Mađari               | 4          | 0,24%  |
| Slovaci              | 1          | 0,06%  |
| Česi                 | 1          | 0,06%  |
| Slovenci             | 1          | 0,06%  |
| Crnogorci            | 1          | 0,06%  |
| nepoznato            | 12         | 0,74%  |

| broj stanovnika | 486   | 570   | 897   | 967   | 1191  | 1301  | 1604  |
|                 | 1948. | 1953. | 1961. | 1971. | 1981. | 1991. | 2001. |

## Vanjske poveznice
- Karte, udaljenosti i vremenska prognoza
- [neaktivna poveznica]

### Ostali projekti
|  | Zajednički poslužitelj ima još gradiva o temi Ljukovo |